# Archibald McMurdo
Archibald McMurdo (24 de setembre de 1812 – 11 de desembre de 1875) va ser un oficial naval escocès del qual deriven els noms de l'Antàrtida de McMurdo Sound, Estació McMurdo, McMurdo Ice Shelf, McMurdo Dry Valleys i McMurdo-South Pole Highway..

## Biografia
McMurdo s'enrolà a la marina el 6 d'octubre de 1824, quan tenia 12 anys. Assolí el grau de lloctinent el 1836, de comandant el 1843, i de capità el 1851. Va fer dues expedicions a bord del vaixell Terror (1813), la primera al nor de la badia de Hudson i la segona a l'Antàrtida. Durant aquesta segona es va descobrir McMurdo Sound.
McMurdo morí a Cargenholm, Troqueer Parish, Kirkcudbrightshire.